# Xenoschesis incarnator
Xenoschesis incarnator är en stekelart som beskrevs av Aubert 1985. Xenoschesis incarnator ingår i släktet Xenoschesis och familjen brokparasitsteklar. Inga underarter finns listade i Catalogue of Life.